# Martin Yngerskog
Martin Yngerskog né le 4 mai 1981 à Stockholm est un joueur suédois de volley-ball, mesurant 1,92 m et jouant au poste de réceptionneur-attaquant.

## Clubs
| Club             | Pays      | De        | À         |
| ---------------- | --------- | --------- | --------- |
| Örkelljunga VK   | Suède     | 2000-2000 | 2003-2004 |
| Bayer Wuppertal  | Allemagne | 2004-2005 | 2004-2005 |
| Marseille Volley | France    | 2005-2006 | 2005-2006 |
| Sollentuna VK    | Suède     | 2006-2007 | 2006-2007 |
| Olimpia Bergame  | Italie    | 2006-2007 | …         |

## Palmarès
Néant.